# Wim Kok
Willem Wim Kok —Wim Kokⓘ— (Bergambacht, 29 de septiembre de  1938 - Ámsterdam, 20 de octubre de 2018) fue un político neerlandés que fue primer ministro de los Países Bajos entre el 22 de agosto de 1994 y el 22 de julio de 2002.

## Biografía
Después de terminar sus estudios en la escuela de negocios Nyenrode, comenzó su carrera política en 1961 en el sindicato socialista Nederlands Verbond van Vakverenigingen (NVV), donde fue el portavoz desde 1973 hasta 1982. Entre 1976 y 1986 fue el portavoz del Federatie Nederlandse Vakbeweging (FNV), una coalición del NVV y del sindicato católico NKV.
En 1986 sucedió a Joop den Uyl como líder del partido socialdemócrata Partido del Trabajo (PvdA). Desde 1989 hasta 1994 participó como ministro de Finanzas en un gobierno con el partido cristiano-demócrata CDA.
El 22 de agosto de 1994 fue nombrado primer ministro de un gobierno de alianza con el partido liberal Partido Popular por la Libertad y la Democracia (VVD) y el partido progresistas liberal D'66. Esta coalición «púrpura» fue el primer gobierno neerlandés en varias décadas sin participación de los cristiano-demócratas. Después de las elecciones generales del 6 de mayo de 1998 presidió un segundo gobierno con los mismos aliados.
Durante el período de Wim Kok como primer ministro, los Países Bajos atravesaron un período de bonanza económica que fue elogiado internacionalmente como el polder model neerlandés. Sin embargo, el polder model fue amenazado a principios de 2002 con el ascenso del partido ultraderechista de Pim Fortuyn.
Su gobierno cayó unas semanas antes de las elecciones generales del 15 de mayo de 2002, cuando Wim Kok y todos sus ministros cesaron debido a la discusión de la posible responsabilidad holandesa en la Masacre de Srebrenica.
Abandonó la política holandesa tras las elecciones, como ya había anunciado el año anterior, pero eso no significó que su carrera política hubiera terminado. Desde su retiro, ha seguido influyendo en la política.
Fue sucedido como líder del Partido del Trabajo por Ad Melkert, que perdió las elecciones de 2002.
Ocupó los siguientes cargos:
- Miembro del Consejo Supervisor del grupo ING (International financial services)
- Miembro del Consejo supervisor de la compañía petrolera Royal Dutch Shell.
- Miembro del Consejo Supervisor de la compañía postal internacional TNT.
- Miembro del Consejo Supervisor de las aerolíneas KLM.
- Miembro del Panel de Consulta Estratégica de "The European Business Award".
- Miembro especial del Consejo Supervisor del grupo industrial Stork.
- Comisionado de la Comisión Internacional de Personas Desaparecidas (CIPD).

Entre abril y noviembre de 2004, Wim Kok presentó un informe sobre la Agenda de Lisboa, con sugerencias para impulsar su estado económico. La Comisión utilizó esta información para declarar que la situación social y ambiental ya no eran una prioridad, y reiniciar la Agenda de Lisboa únicamente bajo términos económicos.